# TT324
TT324 (Theban Tomb 324) è la sigla che identifica una delle Tombe dei Nobili ubicate nell'area della cosiddetta Necropoli Tebana, sulla sponda occidentale del Nilo dinanzi alla città di Luxor, in Egitto. Destinata a sepolture di nobili e funzionari connessi alle case regnanti, specie del Nuovo Regno, l'area venne sfruttata, come necropoli, fin dall'Antico Regno e, successivamente, sino al periodo Saitico (con la XXVI dinastia) e Tolemaico.

## Titolare
TT324 era la tomba di:
| Titolare | Titolo                                                                                           | Necropoli           | Dinastia/Periodo | Note |
| -------- | ------------------------------------------------------------------------------------------------ | ------------------- | ---------------- | ---- |
| Hatiay   | Supervisore dei Profeti di tutti gli dei, Capo dei Profeti di Sobek, Scriba del tempio di Monthu | Sheikh Abd el-Qurna | XIX-XX dinastia  |      |

## Biografia
Sono noti il nome della madre, Nefertere, e della moglie Iuy, nonché di un figlio, Penne (TT331)

## La tomba
L'ingresso a TT324 si apre in un cortile colonnato in cui si trova (1 in planimetria) una piattaforma su cui è eretta una stele in bianco; un blocco di riuso reca una doppia scena del defunto e della moglie in adorazione di Amon-Ra-Harakhti e Atum e di Osiride. Sotto il portico che precedeva l'ingresso (2) resti di scene di offertorio. Un corridoio, sulle cui pareti (3) è riportato il defunto e inni a Ra mentre il soffitto reca il suo nome e i titoli, immette in una sala trasversale secondo lo schema a "T" rovesciata tipico delle sepolture di questo periodo; sulle pareti: resti di due registri sovrapposti (4) con asini che trasportano grano verso il granaio; due uomini in offertorio al defunto e alla moglie; scene di aratura e sarchiatura del terreno in presenza del defunto. Sul lato corto (5), su due registri, il defunto e la moglie intenti a pescare e il defunto, la moglie e altri familiari intenti alla preparazione di pollame; poco oltre, su tre registri (6) resti di un banchetto con un prete sem dinanzi al defunto unitamente ad altri familiari, compreso il figlio Penne (TT331). Su altra parete (7) su due registri i visir Usermonthu e Nebamun (?) seduti con una tavola da offerte tra loro; in due scene il defunto e la moglie in presenza di divinità femminili in forma di alberi, alcuni ba che si abbeverano a una polla d'acqua e i campi di Iaru. Poco oltre (8) scene del pellegrinaggio ad Abido con carri a bordo di navigli; da questa parete si diparte un ampliamento non ultimato della tomba. Su altra parete tracce di scena con la dea dell'Occidente (Hathor).
Un breve corridoio, sulle cui pareti (10) è rappresentato il defunto, immette in una sala rettangolare; sulle pareti: il defunto (11) seguito da offerenti e, in basso, donne in processione funeraria. Su altra parete (13) un prete sem offre libagioni al defunto e ad altri parenti. Sul fondo una nicchia (13) con il defunto che adora il simbolo di Osiride e la dea Hathor rappresentata come vacca sacra; sulla sinistra della nicchia la figura mummiforme del defunto.
Dalla TT324 provengono una stele con il defunto e tre figlie in presenza di Osiride e una statuetta tripla con il defunto, la moglie e la madre (di quest'ultima si è persa la testa).

### Annotazioni
1. ↑  La numerazione dei locali e delle pareti segue quella di Porter e Moss 1927, p. 382.
2. ↑  La prima numerazione delle tombe, dalla numero 1 alla 252, risale al 1913 con l'edizione del "Topographical Catalogue of the Private Tombs of Thebes" di Alan Gardiner e Arthur Weigall. Le tombe erano numerate in ordine di scoperta e non geografico; ugualmente in ordine cronologico di scoperta sono le tombe dalla 253 in poi.
3. ↑  I campi della Duat, ovvero l'aldilà egizio, si trovavano, secondo le credenze, proprio sulla riva occidentale del grande fiume.
4. ↑  Nella sua epoca di utilizzo, l'area era nota come "Quella di fronte al suo Signore" (con riferimento alla riva orientale, dove si trovavano le strutture dei Palazzi di residenza dei re e i templi dei principali dei) o, più semplicemente, "Occidente di Tebe".
5. ↑  le Tombe dei Nobili, benché raggruppate in un'unica area, sono di fatto distribuite su più necropoli distinte.
6. ↑  Le note, sovente di inquadramento topografico della tomba, sono tratte, fino alla TT252, dal "Topographical Catalogue" di Gardiner e Weigall, ed. 1913 e fanno perciò riferimento alla situazione dell'epoca.
7. ↑  Il "sem" era il prete, o l'erede, cui competeva la cerimonia di apertura della bocca per consentire al defunto di vivere pienamente della Duat.
8. ↑  Museo del Cairo, cat. 34138.
9. ↑  Museo del Cairo, cat. 71965.

### Fonti
1. ↑  Gardiner e Weigall 1913.
2. ↑  Donadoni 1999,  p. 115.
3. 1 2  Porter e Moss 1927, p. 395.
4. ↑  Porter e Moss 1927,  pp. 395-396.